# Vanilla Mood
Vanilla Mood (バニラムード banira mūdo) är ett japanskt popband. Bandet skiljer sig från andra i sin genre genom att de fyra medlemmarna spelar sina egna musikinstrument:
- Waka (ワカ) – flöjt
- Keiko (ケイコ) – piano/keyboard
- Mariko (マリコ) – cello
- Yui (ユイ) – fiol

## Diskografi
- 雫 (2006)
- Vanilla Mood (2006)